# 隋寶庫
隋寶庫（1986年4月25日—），中國短道速滑男子運動員，籍貫黑龍江佳木斯。

## 生涯
隋寶庫早在2003年就在世界錦標賽的男子個人5000米接力小項與李野等隊友獲得季軍。翌年，隋寶庫在世錦賽接力取得亞軍，並在世界青少年錦標賽中的全能小項排名第8位。
2005年，隋寶庫在十運會中的男子個人全能小項力壓李佳軍奪到一面銀牌，而在世界錦標賽方面，隋寶庫贏得男子5000米接力賽冠軍，在個人的1500米名列第5。之後在不同分站，如：韓國、荷蘭等都取得接力賽的亞軍或季軍。而在都靈冬季奧運中，隋寶庫只參與男子5000米接力小項，最終中國隊以第5名完成比賽。後來，隋寶庫等人於加拿大的世界團體短道速滑錦標賽中得第三，又在世錦賽取得5000米表力小項的亞軍。
2007年的1月，隋在長春冬季亞運中的男子1500米小項以2分20秒590奪得金牌。